# Susana, Lady Walton

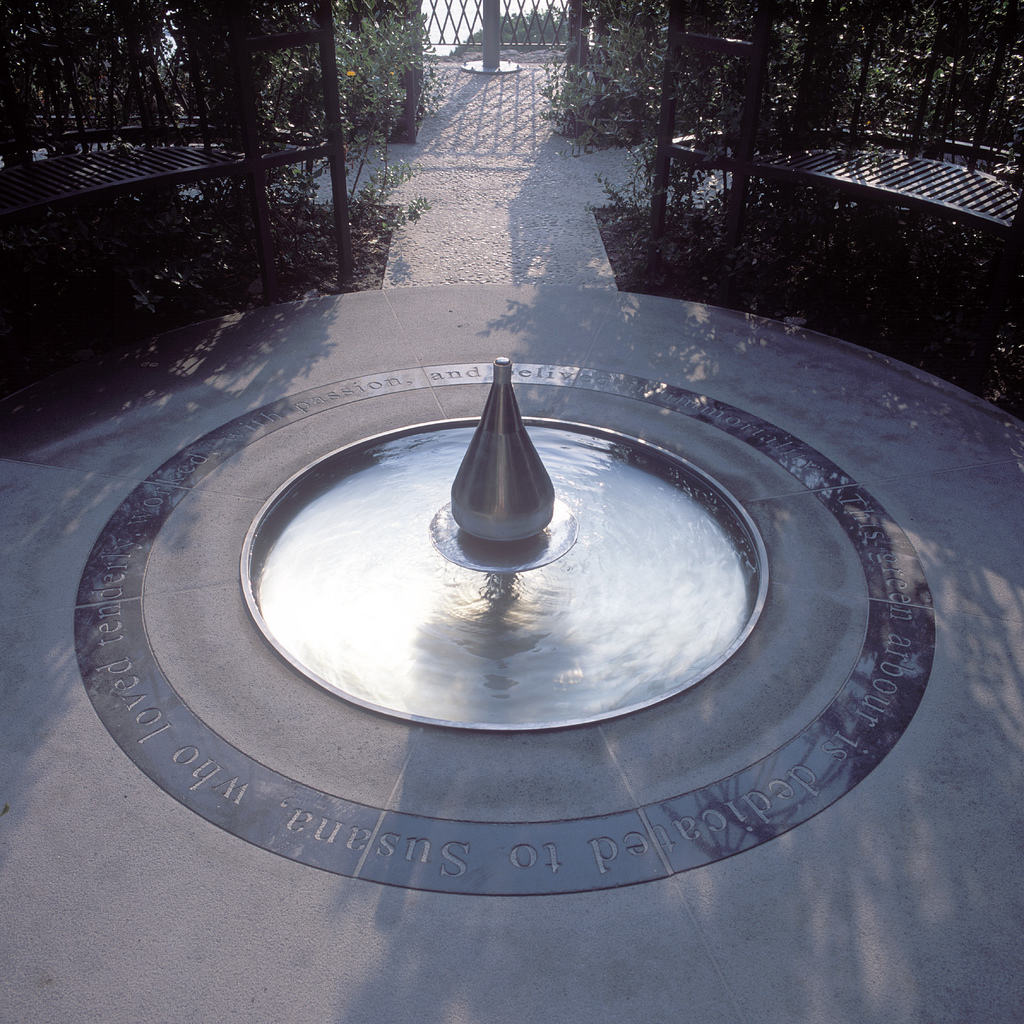
Nymphaeum – đài tưởng niệm của riêng bà trong khu vườn: dòng chữ viết: "Cây xanh này dành riêng cho Susana, người yêu thương dịu dàng, làm việc với niềm đam mê và tin vào sự bất tử"

Susana, Lady Walton MBE (30 tháng 8 năm 1926 – 21 tháng 3 năm 2010), tên khai sinh là Susana Valeria Rosa Maria Gil Passo, là vợ của nhà soạn nhạc Sir William Walton (1902–1983). Bà là một nhà văn, và người tạo ra các khu vườn của La Mortella.
Bà là con gái của một luật sư nổi tiếng người Argentina, Tiến sĩ Enrique Gil. Bà đã làm việc tại Hội đồng Anh ở Buenos Aires khi bà gặp Walton vào tháng 9 năm 1948. Họ kết hôn vào tháng 12 năm 1948. Hai vợ chồng định cư trên đảo Ischia của Ý, nơi bà đã tạo ra những khu vườn La Mortella. Khu nhà này có nhiều người nổi tiếng, bao gồm Laurence Olivier và Vivien Leigh, Hans Werner Henze, WH Auden, Terence Rattigan, Binkie Beaumont, Maria Callas và Charlie Chaplin. Chính tại đó, Walton đã chết vào ngày 8 tháng 3 năm 1983.
Bà đóng cùng chồng trong vai diễn duy nhất của Walton; ông đóng vai vua Frederick Augustus II của Sachsen trong bộ phim ngắn năm 1983, Richard Wagner, do Tony Palmer đạo diễn, trong khi Lady Walton "đứng bên cạnh ông trong trang phục vương giả" với tư cách là vợ của nhà vua (Maria Anna ở Bavaria). Bà cũng xuất hiện trong Classic Widows của Ken Russell (1995) và Palmer's At the Haunted End of the Day.
Không lâu sau khi kết hôn, bà đã phá thai vì sự khăng khăng của Walton, vì ông không muốn có con. Bà đã viết hai cuốn sách và tạo ra Quỹ William Walton vào năm 1983.
Lady Walton được trang trí với bằng danh dự của Đại học Nottingham, MBE năm 2000  và danh hiệu Grande Ufficiale della Repubblica Italiana. Năm 1990, bà đã nhận danh hiệu về Walton's Façade.
Bà mất vào ngày 21 tháng 3 năm 2010, ở tuổi 83, do nguyên nhân tự nhiên. Bà còn một anh trai, Harry và một số cháu gái và cháu trai.

## Sách
- Walton, Susana. Phía sau mặt tiền (1988)
- Walton, Susana. La Mortella, Thiên đường vườn Ý (2002)

## liên kết ngoài
- Trang web chính thức La Mortella
- Cáo phó The Telegraph Lưu trữ ngày 26 tháng 3 năm 2010 tại Wayback Machine
- Cáo phó bằng tiếng Ý
- Vườn địa đàng của Ý
- In memory of Susana Walton trên YouTube
- Tributo a Lady Susana Walton (1926–2010) trên YouTube